# Victorio Manchón
Victorio Manchón Esteban (Melilla, 29 de octubre de 1929-Oviedo, 9 de marzo de 1969) fue un pintor español.

## Biografía
Victorio Manchón nació en Melilla (ciudad española situada en el norte de África), en 1929, en la calle Carlos V, del barrio El Industrial. Es el hijo menor del matrimonio formado por Antonio Manchón Rubio y Rosario Esteban Avilez.
Desde la infancia mostró motivación y aptitud para la pintura, iniciando su formación en la Escuela Municipal de Dibujo.

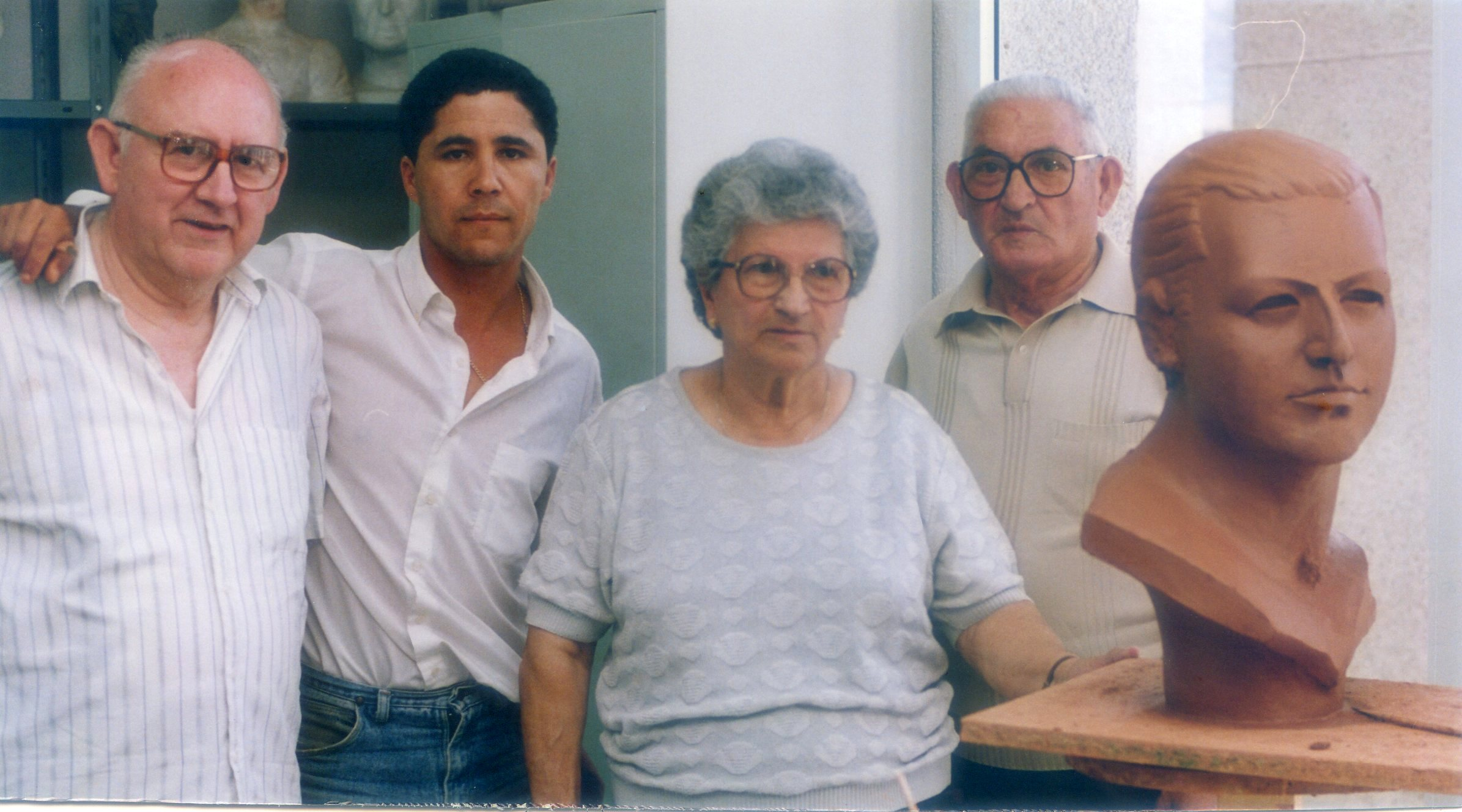
Francisco Carmona, erudito de la historia de Melilla; Mustafa Arruf, escultor autor del busto; Pilar Manchón, hermana de Victorio Manchón, y José Soriano, esposo de Pilar. Mayo, 1992

Después del fallecimiento de sus padres, en 1946, y tras realizar el servicio militar, Manchón se trasladó a Oujda, por entonces bajo el protectorado francés de Marruecos. Dos años más tarde regresa a Melilla, donde retoma su afición artística, y como acuarelista por libre —en una época difícil de postguerra— se aprestó a ella, dado el avance de las artes gráficas, en calidad tanto de compositor de rótulos, ilustrador de carteles de cine y decorador de escaparates y murales en locales comerciales, como de pintor.
En esa época, asiste a la Escuela de Artes y Oficios de Melilla, donde conoce, en 1951, a Eduardo Morillas, con quien viaja a Huesca cinco años después y plasman con sus pinceles, con la técnica de la acuarela, los rincones y paisajes de sus pueblos: Sabayés, Castejón de Sos, Perarrúa, Benabarre, Sabiñánigo y Graus, que expondrán un año más tarde.
Sus visitas, por entonces, a exposiciones y museos nacionales le pone en contacto con las creaciones de los grandes maestros de la acuarela, Vicente Pastor Calpena —quien diría, diez años después, que Manchón era uno de los mejores acuarelistas de España— y Ceferino Olivé, quienes ejercerían una gran influencia en su obra.
En 1959 se traslada a Piñeres de Aller en Asturias, región donde residió hasta su fallecimiento. A principios de la década de los sesenta, su obra empieza a proyectarse a nivel nacional.
Victorio Manchón expuso sus obras en su ciudad natal, en Oviedo, Gijón, Mieres, Madrid, Zaragoza y Bilbao. La temática de sus obras estuvo relacionada inicialmente con Melilla, el entorno rifeño y magrebí y, posteriormente, con paisajes del interior y marinas asturianas, que representaba con trazo seguro, rápido y espontáneo y cromatismo intenso. El Museo de la Casa del Reloj, de Melilla, acoge en la actualidad obras del pintor, que forman parte del patrimonio artístico de la ciudad.

## Exposiciones
Individuales
- 1959 Delegación Información y Turismo. Melilla (15 al 22 de julio).
- 1960 "Escenas y Paisajes de Marruecos". Sala Baylo, Zaragoza (1 al 10 de junio).
- 1960 Ayuntamiento de Melilla y Delegación de Información y Turismo (29 de julio al 6 de agosto).
- 1964 Salones Macarrón. Madrid (marzo).
- 1965 Salones Macarrón. Madrid (enero).

Colectivas
- 1947 "Exposición de Acuarelistas de España y Portugal". Salones Ministerio de Asuntos Exteriores. Lisboa. Organizada por Junta de Relaciones Culturales de dicho Ministerio en colaboración con la A.E.D.A. (Asociación Española de Acuarelistas).
- 1955 Tercera Exposición Colectiva Provincial de Arte de la Obra Sindical de Educación y Descanso. Melilla (diciembre).
- 1956 Concurso Exposición de Arte. Ayuntamiento de Melilla (septiembre).
- 1957 Obra Sindical de Educación y Descanso. Melilla (julio)
- 1958 Exposición Colectiva de Ferias. Ayuntamiento de Melilla (septiembre).
- 1958 XI Exposición Nacional de Arte. Obra Sindical de Educación y Descanso. Valladolid.
- 1958 Sección Femenina. Delegación del Ministerio de Información y Turismo. Melilla (13 al 20 de diciembre).
- 1959 Exposición Colectiva. Ayuntamiento de Melilla (septiembre).
- 1959 Subdelegación Provincial de Información y Turismo (21 al 27 de diciembre)
- 1960 Exposición de Pintores de África. Madrid.
- 1960 Exposición Colectiva de Arte. Melilla (septiembre).
- 2009 Los grandes pintores de Melilla. Sala de Exposiciones Victorio Manchón. Melilla (exposición póstuma).

## Premios y distinciones
En 1992, promovido por el Ayuntamiento de Melilla, con la motivación inicial de que la Escuela Municipal de Arte llevara el nombre de Victorio Manchón, el escultor Mustafa Arruf crea un busto del pintor que posteriormente, en 1994, se ubicaría en la sala de exposiciones del Centro Asociado de la UNED en Melilla, que lleva su nombre.
La Excma. Asamblea de la Ciudad de Melilla acuerda, el 18 de marzo de 2005, la aprobación de expediente
de denominación del vial calle Pintor Victorio Manchón.